# Jenny Markelin-Svensson
Jenny Maria Gustava Markelin-Svensson (30 d'octubre de 1882, Vantaa – 17 de març de 1929, Hèlsinki) va ser inspectora de treball i la primera dona enginyera de Finlàndia.
Els pares de Jenny Markelin (Svensson és el cognom del seu marit) eren el pagès Johan Fredrik Albert Markelin i Amanda Fredrika Nummelin, i el seu marit va ser Emil Svensson, que treballava en tecnologia de la construcció i amb qui es va casar el 1911. El 1905 es va graduar com a enginyera, la primera dona que ho feia a la Universitat de Tecnologia de Helsinki. La seva especialitat era l'enginyeria de camins, canals i ports.
Després de la seva graduació, Markelin-Svensson es va familiaritzar amb les condicions de treball a Finlàndia, i amb beques de treball per a inspecció professional en diverses parts d'Europa. En 1908 va ser nomenada ajudant de Vera Hjeltin (pionera en seguretat i salut laboral) i el 1909, subdirectora d'inspectors per a diversos llocs del país. En 1913 es va traslladar a la ciutat de Hèlsinki servei, per treballar com a inspectora del Consell de Salut i es va familiaritzar amb la seguretat en el treball a Escandinàvia.
Quan el 1918 es va fundar el consell social, Markelin-Svensson en va ser nomenada membre i va ser la primera dona examinadora professional de Finlàndia. Més tard, va ser inspectora adjunta del Ministeri d'Afers Socials tinent d'inspector general sempre primerenques fins a la seva mort prematura. Markelin-Svensson va ser una activista social mitjançant els seus escrits a la premsa diaris escrits, presentacions i conferències, així com la indústria associacions i entitats, càrrecs de confiança dins de la temporada.